# Полаския
Полаския (лат. Polaskia) — род суккулентных растений семейства Кактусовые (Cactaceae), трибы Пахицереусовые (Pachycereeae), произрастающий на территории Мексики (Оахака, Пуэбла). На 2023 год включает два вида.

## Название
Родовое латинское (научное) название Polaskia было присвоено в честь Чарльза и Мэри Поласки — американских любителей кактусов из Оклахомы.

## Описание
Род древовидных растений достигает высоты до 5 метров и характеризуется густыми, канделяброобразными ветвями. Стебли окрашены в светло-зеленый или желтовато-зеленый цвет и имеют 7-12 извилистых треугольных ребер. Радиальные колючки встречаются в небольшом количестве (3-8), в то время как центральные колючки часто отсутствуют.

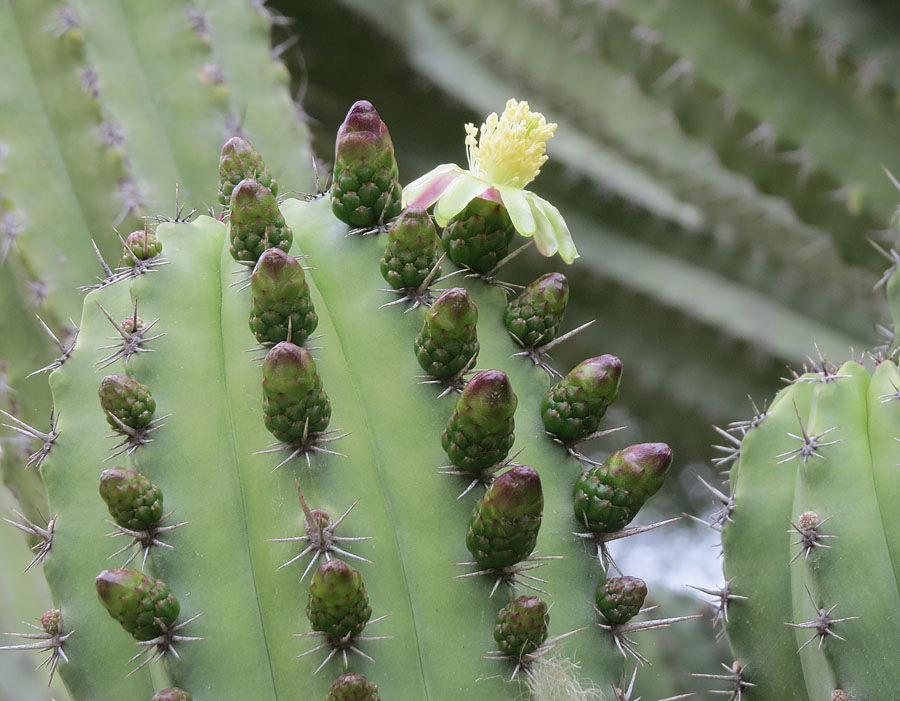
Polaskia chichipe

Цветки являются самобесплодными и имеют форму от трубчато-воронковидной до колокольчатой. Они обладают нектаром и варьируют в цвете от белого до кремово-белого с оттенками от розового до зеленовато-жёлтого. Опылением занимаются перепончатокрылые насекомые, колибри, летучие мыши и иногда бражники. Плоды небольшие, шаровидные, похожие на ягоды. Они мясистые и сочные, становятся тёмно-красными и съедобными при созревании. Семена маленькие, чёрные, матовые, имеют форму шляпки с бугорчато-полосатой поверхностью. Распространение растений осуществляется путем птиц и мелких млекопитающих.

## Распространение

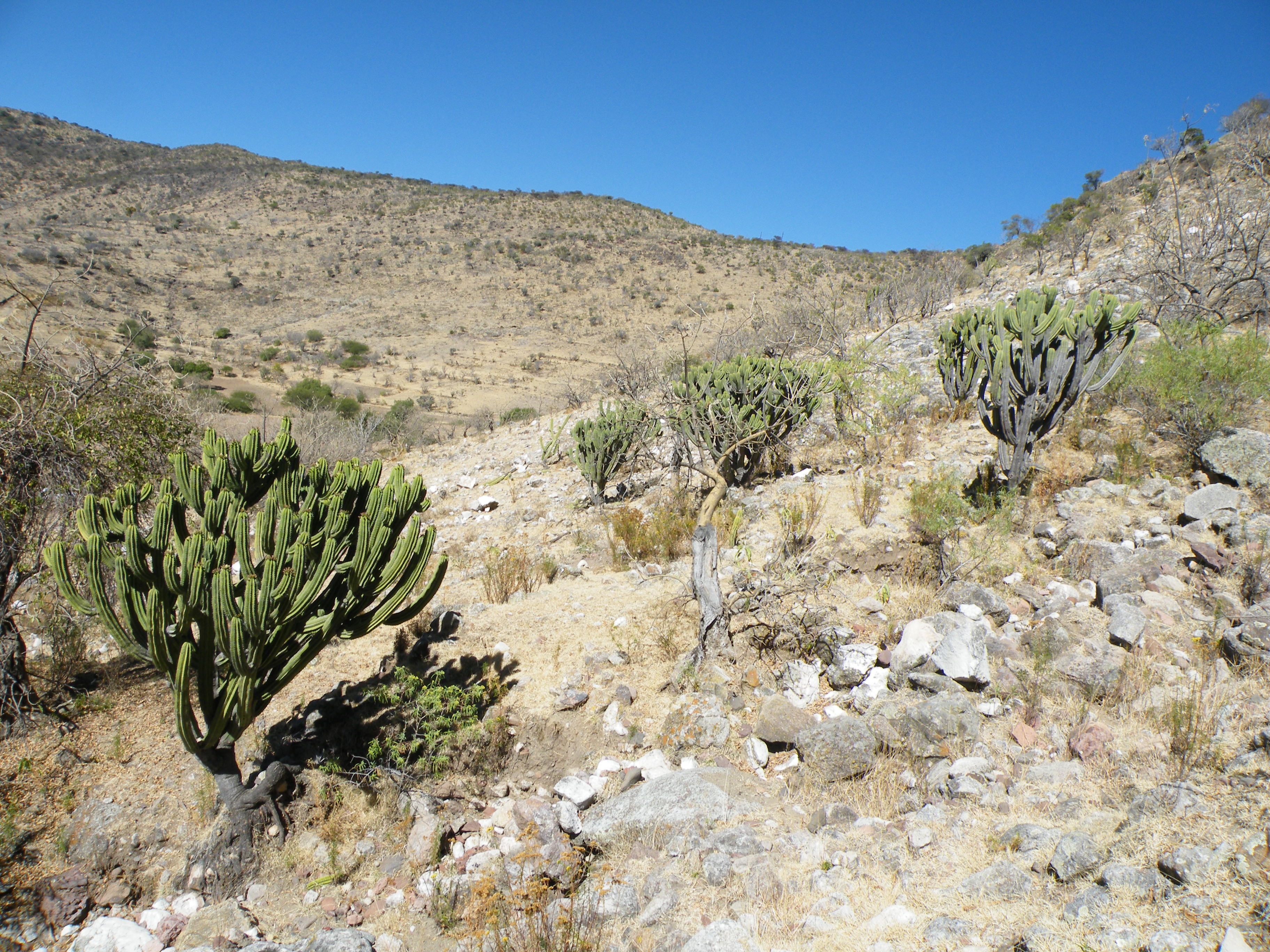
Polaskia chende в естественной среде обитания

Полаския произрастает на высоте от 1500 до 2300 метров и выше (Polaskia chichipe) на равнинах или крутых склонах. Он встречается на глинистых или известняковых почвах вместе с ксерофитными кустарниками, другими кактусами и суккулентами.

## Таксономия
Polaskia Backeb., первое упоминание в Blätt. Sukkulentenk. 1: 4 (1949).

### Синонимы
Гетеротипные (основанные на разных номенклатурных типах):
- Chichipia Backeb. (1950), not validly publ.
- Heliabravoa Backeb. (1956)

### Виды
Подтвержденные виды (2) по данным сайта Plants of the World Online на 2023 год:
- Polaskia chende (Rol.-Goss.) A.C.Gibson & K.E.Horak
- Polaskia chichipe (Rol.-Goss.) Backeb.

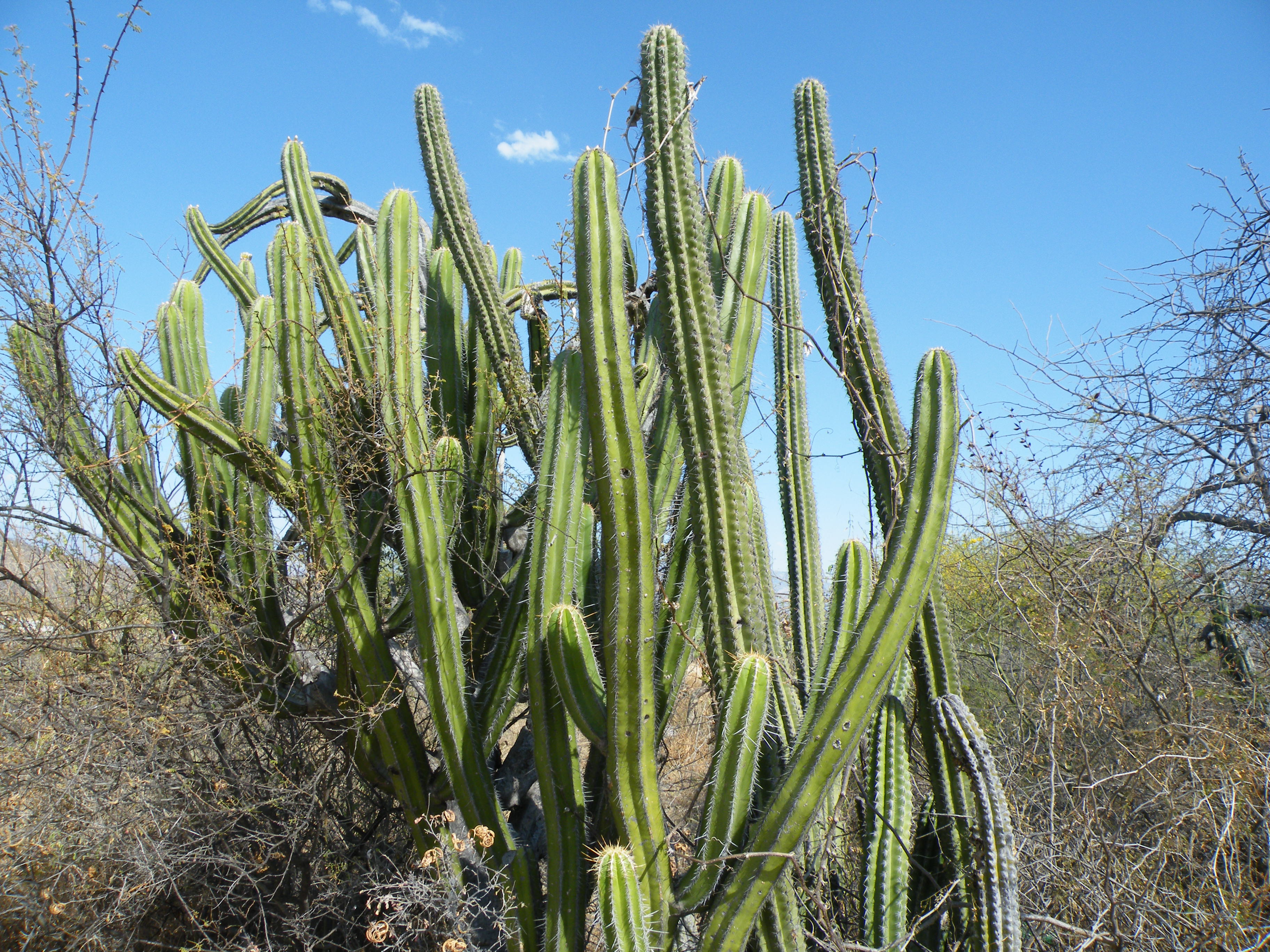
Polaskia chende
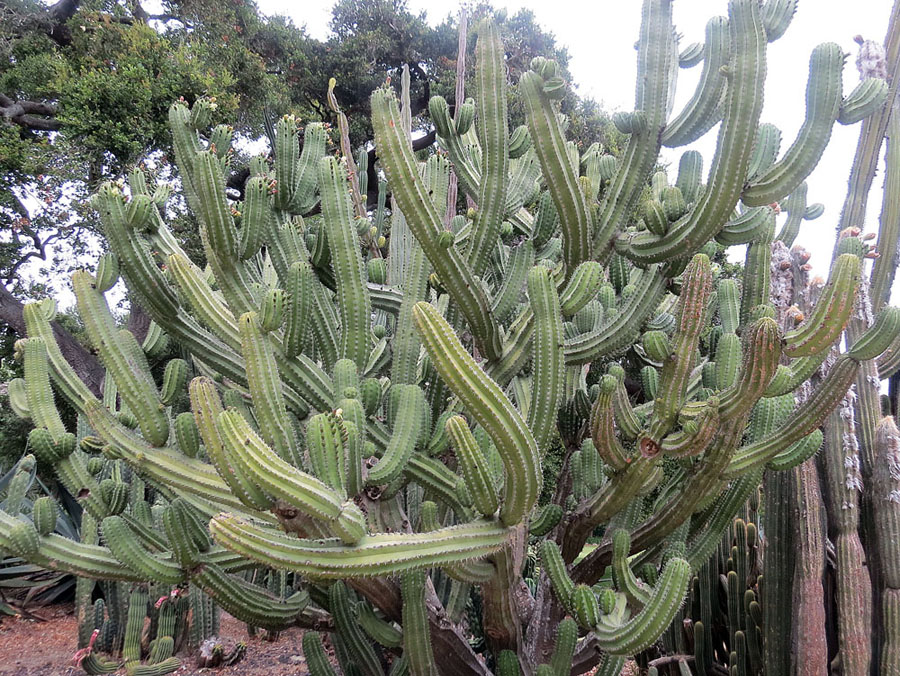
Polaskia chichipe

## Охранный статус
Оба вида находятся в списке с наименьшим уровнем опасности (LC).